# Алі Пакдаман
Алі Пакмадан (нар. 23 серпня 1990) — іранський фехтувальник на шаблях, чемпіон Азії, призер Азії та Азійських ігор.

## Виступи на Олімпіадах
| Олімпіада           | Дисципліна          | Місце |
| ------------------- | ------------------- | ----- |
| Ріо-де-Жанейро 2016 | індивідуальна шабля | 20    |
| Токіо 2020          | індивідуальна шабля | 8     |
| Токіо 2020          | командна шабля      | 6     |
| Париж 2024          | індивідуальна шабля | 13    |
| Париж 2024          | командна шабля      | 4     |